# Willowbrook (California)
Willowbrook es un lugar designado por el censo ubicado en el condado de Los Ángeles en el estado estadounidense de California. En el año 2000 tenía una población de 34,138 habitantes y una densidad poblacional de 3,521.9 personas por km².

## Geografía
Willowbrook se encuentra ubicado en las coordenadas 33°55′3″N 118°15′10″O / 33.91750, -118.25278. Según la Oficina del Censo, la ciudad tiene un área total de 9,7 km² (3,7 mi²), de la cual 9,7 km² (3,7 mi²) es tierra y 0 km² (0 mi²) 0.00% es agua.

## Demografía
Los ingresos medios por hogar en la localidad eran de $27,811, y los ingresos medios por familia eran $30,107. Los hombres tenían unos ingresos medios de $22,250 frente a los $23,615 para las mujeres. La renta per cápita para la localidad era de $9,865. Alrededor del 30.7% de la población estaban por debajo del umbral de pobreza.
Origen étnico: 70% son blancos descendientes de europeos, 5% son, afroamericanos, 5% son asiáticos, 3.8 son nativos americanos alaskeños o hawaiiano, 4% son isleños del pacífico y 10% son hispanos o latinos ( predomina el mexicano).